# Water-polo aux Jeux olympiques d'été de 2000
Navigation
Atlanta 1996 Athènes 2004
Résultats des tournois olympiques masculins et féminins de water polo aux Jeux olympiques d'été de 2000 à Sydney.

## Tournoi masculin

### Podium
Les médaillés du tournoi masculin sont :
| Médaille                            | Équipe |
| ----------------------------------- | --- |
| Médaille d'or, Jeux olympiques      | Hongrie Attila Vári, Zoltán Szécsi, Bulcsú Székely, Zsolt Varga, Tamás Märcz, Tamás Molnár, Barnabás Steinmetz, Tamás Kásás, Gergely Kiss, Zoltán Kósz, Tibor Benedek, Péter Biros, et Rajmund Fodor                                            |
| Médaille d'argent, Jeux olympiques  | Russie Irek Zinnourov, Dmytro Stratan, Revaz Tchomakhidze, Marat Zakirov, Nikolay Kozlov, Nikolaï Maksimov, Andreï Reketchinski, Sergueï Garbouzov, Dmitri Gorchkov, Iouri Iatsev, Roman Balachov, Dmitri Douguine, et Aleksandr Ierychov       |
| Médaille de bronze, Jeux olympiques | Yougoslavie Pedrag Zimonjić, Jugoslav Vasović, Vladimir Vujasinović, Nenad Vukanić, Aleksandar Šoštar, Petar Trbojević, Veljko Uskoković, Nikola Kuljača, Aleksandar Šapić, Dejan Savić, Aleksandar Ćirić, Danilo Ikodinović, et Viktor Jelenić |

### Classement final
Le classement final du tournoi masculin s'établit comme suit :
| Place                               | Pays        |
| ----------------------------------- | ----------- |
| Médaille d'or, Jeux olympiques      | Hongrie     |
| Médaille d'argent, Jeux olympiques  | Russie      |
| Médaille de bronze, Jeux olympiques | Yougoslavie |
| 4                                   | Espagne     |
| 5                                   | Italie      |
| 6                                   | États-Unis  |
| 7                                   | Croatie     |
| 8                                   | Australie   |
| 9                                   | Kazakhstan  |
| 10                                  | Grèce       |
| 11                                  | Pays-Bas    |
| 12                                  | Slovaquie   |

## Tournoi féminin

### Podium
Les médaillés du tournoi féminin sont :
| Médaille                            | Équipe |
| ----------------------------------- | --- |
| Médaille d'or, Jeux olympiques      | Australie Taryn Woods, Debbie Watson, Liz Weekes, Danielle Woodhouse, Bronwyn Mayer, Gail Miller, Melissa Mills, Simone Hankin, Yvette Higgins, Kate Hooper, Naomi Castle, Joanne Fox, et Bridgette Gusterson                         |
| Médaille d'argent, Jeux olympiques  | États-Unis Brenda Villa, Kathy Sheehy, Coralie Simmons, Julie Swail, Maureen O'Toole, Nicolle Payne, Courtney Johnson, Heather Petri, Ericka Lorenz, Heather Moody, Bernice Orwig, Robin Beauregard, et Ellen Estes                   |
| Médaille de bronze, Jeux olympiques | Russie Ekaterina Vassilieva, Elena Smurova, Elena Tokoun, Irina Tolkounova, Ioulia Petrova, Tatiana Petrova, Galina Rytova, Maria Koroleva, Natalia Koutouzova, Svetlana Kouzina, Marina Akobia, Ekaterina Anikeeva, et Sofia Konoukh |

### Classement final
Le classement final du tournoi féminin s'établit comme suit :
| Place                               | Pays       |
| ----------------------------------- | ---------- |
| Médaille d'or, Jeux olympiques      | Australie  |
| Médaille d'argent, Jeux olympiques  | États-Unis |
| Médaille de bronze, Jeux olympiques | Russie     |
| 4                                   | Pays-Bas   |
| 5                                   | Canada     |
| 6                                   | Kazakhstan |